# Ferdinand Hiller
Ferdinand Hiller (Fráncfort del Meno, Alemania, 24 de octubre de 1811 - 12 de mayo de 1885), fue un compositor y pianista alemán del romanticismo.

## Biografía
Nació en Frankfurt baby del Meno. Su primer maestro fue Aloys Schmitt, y cuando tenía 14 años de edad, sus composiciones y talento llevaron a su padre, un hombre acertado, a enviarlo a Johann Nepomuk Hummel en Weimar. Ahí se dedicó a componer. Entre sus obras están los Entractes, para Maria Stuart, considerando que ya conocía a Goethe.
Con Hummel, Hiller hizo grandes giras como pianista, tanto así que en 1827 hizo una gira a Viena, donde conoció a Beethoven y compuso su primer Cuarteto. Después de una breve visita a casa, Hiller fue a París en 1829, donde vivió hasta 1836. Regresó a Fráncfort por un tiempo debido al fallecimiento de su padre, pero el 8 de enero de 1839 estrenó en Milán su ópera La Roinilda y comenzó a escribir su oratorio Die Zerstörung Jerusalems.
Entonces se dirigió a Leipzig, donde vivía su amigo Mendelssohn, donde en 1843-1844 dirigió varios conciertos en la Gewandhaus y terminó su primer oratorio. Después de una breve visita a Italia para estudiar la música sacra, Hiller estrenó dos óperas, Ein Traum y Conradin, en Dresde en 1845 y 1847, respectivamente. Fue como director a Düsseldorf en 1847 y a Colonia en 1850, y dirigió la Opéra Italien en París en 1851 y 1852. En Colonia adquirió prominencia como director de los conciertos Gürzenich y director del conservatorio. En 1884 se retiró y murió al año siguiente.
Hiller visitó a menudo Inglaterra. Compuso una obra, Nala, para la inauguración del Royal Albert Hall, y Damayanti fue interpretada en Birmingham. Dio una serie de recitales para piano de sus propias composiciones en el Hanover Square Rooms en 1871. Tuvo una perfecta maestría de la técnica y forma composicional, pero sus obras generalmente son secas. Fue pianista y maestro, y ocasionalmente un brillante escritor sobre temas musicales. Entre sus obras, alrededor de doscientas, hay seis óperas, dos oratorios, seis o siete cantatas, mucha música de cámara y un concierto para piano antes popular.